# Jorge de Sena
Jorge Cândido de Sena (ur. 2 listopada 1919 w Lizbonie, zm. 4 czerwca 1978 w Santa Barbara) – jeden z najważniejszych portugalskich poetów drugiej połowy XX wieku. Był także wybitnym twórcą esejów, sztuk teatralnych oraz tłumaczem poezji i prozy pisanej w różnych językach oraz pochodzącej z różnych okresów. Z wykształcenia inżynier budownictwa lądowego.
W 1959, w obawie przed represjami politycznymi za swój udział w zamachu stanu przeciwko dyktaturze Salazara, wyemigrował do Brazylii, gdzie później uzyskał obywatelstwo. W 1965 razem ze swoją liczną rodziną opuścił Brazylię i udał się do Stanów Zjednoczonych, gdzie pozostał aż do swojej śmierci.

## Twórczość

### Poezje
- Perseguição (1942)
- Coroa da terra (1946)
- Pedra filosofal (1950)
- As Evidências (1955)
- Fidelidade (1961)
- Metamorfoses, seguidas de quatro sonetos a Afrodite Anadiómena (1963)
- Peregrinatio ad loca infecta (1969)
- Exorcismos (1972)
- Camões dirige-se aos seus contemporâneos e outros textos (1973)

### Eseje (wybrane)
- Da Poesia Portuguesa (1959)
- O Poeta é um Fingidor (1961)
- O Reino da Estupidez (1961)
- Uma Canção de Camões (1966)
- Os Sonetos de Camões e o Soneto Quinhentista Peninsular (1969)
- A Estrutura de Os Lusíadas e Outros Estudos Camonianos e de Poesia Peninsular do Século XVI (1970)
- Maquiavel e Outros Estudos (1973)
- Dialécticas Aplicadas da Literatura (1978)
- Fernando Pessoa & Cia. Heterónima (1982, pośmiertnie)

### Sztuki teatralne
- O Indesejado (1951)
- Ulisseia Adúltera (1952)
- O Banquete de Dionísos (1969)
- Epimeteu ou o Homem Que Pensava Depois (1971)